# Poniec (gemeente)
De gemeente Poniec is een stad- en landgemeente in het Poolse woiwodschap Groot-Polen, in powiat Gostyński.
De zetel van de gemeente is in Poniec.
Op 30 juni 2004 telde de gemeente 7863 inwoners.

## Oppervlakte gegevens
In 2002 bedroeg de totale oppervlakte van gemeente Poniec 132,32 km², waarvan:
- agrarisch gebied: 74%
- bossen: 18%

De gemeente beslaat 16,33% van de totale oppervlakte van de powiat.

## Demografie
Stand op 30 juni 2004:
| Omschrijving                   | Totaal | Totaal | Vrouwen | Vrouwen | Mannen | Mannen |
| ------------------------------ | ------ | ------ | ------- | ------- | ------ | ------ |
| eenheid                        | aantal | %      | aantal  | %       | aantal | %      |
| inwoners                       | 7863   | 100    | 4042    | 51,4    | 3821   | 48,6   |
| bevolkingsdichtheid (inw./km²) | 59,4   | 59,4   | 30,5    | 30,5    | 28,9   | 28,9   |

In 2002 bedroeg het gemiddelde inkomen per inwoner 1260,5 zł.

## Administratieve plaatsen (Solectwo)
- Poniec - miasto,gemeentezetel
- Bączylas
- Bogdanki
- Czarkowo
  - Franciszkowo (osiedle)
- Drzewce
- Dzięczyna
  - Dzięczynka (kolonia)
- Grodzisko
  - Maciejewo (folwark)
- Janiszewo
- Łęka Mała
- Łęka Wielka
  - Kopanie (folwark)
- Miechcin
- Rokosowo
- Sarbinowo
  - Włostki (osada)
- Szurkowo
- Śmiłowo
- Teodozewo
- Waszkowo
- Wydawy
- Zawada
- Żytowiecko

## Aangrenzende gemeenten
Bojanowo, Gostyń, Krobia, Krzemieniewo, Miejska Górka, Rydzyna